# Csíkos hangyászgébics
A csíkos hangyászgébics (Thamnophilus doliatus) a madarak osztályának verébalakúak (Passeriformes) rendjébe és a hangyászmadárfélék (Thamnophilus) családjába tartozó faj.

## Rendszerezése
A fajt Carl von Linné svéd természettudós írta le 1764-ben, a Lanius nembe  Lanius doliatus néven.

## Alfajai
- Thamnophilus doliatus doliatus Linnaeus, 1764
- Thamnophilus doliatus radiatus Vieillot, 1816
- Thamnophilus doliatus capistratus Lesson, 1840
- Thamnophilus doliatus albicans Lafresnaye, 1844
- Thamnophilus doliatus nesiotes Wetmore, 1970
- Thamnophilus doliatus nigricristatus Lawrence, 1865
- Thamnophilus doliatus nigrescens Lawrence, 1867
- Thamnophilus doliatus intermedius Ridgway, 1888
- Thamnophilus doliatus difficilis Hellmayr, 1903
- Thamnophilus doliatus tobagensis Hartert & Goodson, 1917
- Thamnophilus doliatus cadwaladeri Bond & Meyer de Schauensee, 1940
- Thamnophilus doliatus eremnus Wetmore, 1957[2]

## Előfordulása
Mexikó déli részén, valamint Belize, Costa Rica, Honduras, Nicaragua, Panama, Salvador, Trinidad és Tobago, Argentína, Bolívia, Brazília, Kolumbia, Ecuador, Francia Guyana, Guatemala, Guyana, Paraguay, Peru, Suriname és  Venezuela területén honos. 
Természetes élőhelyei a szubtrópusi vagy trópusi síkvidéki esőerdők, szavannák és cserjések, valamint ültetvények és vidéki kertek. Állandó, nem vonuló faj.

## Megjelenése
Testhossza 16 centiméter, testtömege 25-30 gramm. A hímnek fekete, szürke és krémszínű csíkos tollazata van, míg a tojóé narancssárga színű.
|  |  |

## Életmódja
Ízeltlábúakkal, rovarokkal, bogyókkal, és kisebb gyíkokkal táplálkozik.

## Szaporodása
Fészkébe két tejszínű tojás található, amelyen a szülők felváltva költenek 14 napig. A fiókák tollának kinövése 12-13 napig tart.

## Természetvédelmi helyzete
Az elterjedési területe rendkívül nagy, egyedszáma nagy és stabil. A Természetvédelmi Világszövetség Vörös listáján nem fenyegetett fajként szerepel.